# (1008) La Paz
(1008) La Paz – planetoida z pasa głównego asteroid okrążająca Słońce w ciągu 5 lat i 159 dni w średniej odległości 3,09 au. Została odkryta 31 października 1923 roku w Landessternwarte Heidelberg-Königstuhl w Heidelbergu przez Maxa Wolfa. Nazwa planetoidy pochodzi od miasta La Paz w Boliwii. Przed jej nadaniem planetoida nosiła oznaczenie tymczasowe (1008) 1923 PD. 